# Mariakyrkan, Båstad
Mariakyrkan är en kyrkobyggnad i Båstad i norra Skåne. Den tillhör Båstad-Östra Karups församling i Lunds stift.

## Kyrkobyggnaden
Mariakyrkan är en treskeppig kyrka från 1400-talet. Den är tämligen stor för att vara medeltida, och räknas därför som kulturellt intressant. Kyrkan är även intressant genom olika gamla kalkmålningar och den övriga interiören i form av mittskeppets stjärnvalv och sidoskeppens korsvalv. Kyrkan började byggas runt 1450 och stod färdig i början av 1500-talet. Kyrkan invigdes i Jungfru Marias namn år 1460.

## Inventarier
- Träskulptur av Jungfru Maria och barnet, som troligen är från samma tid som kyrkans invigning. Detta är kyrkans mest dyrbara klenod.
- Altartavla från 1775 med ett medeltida krucifix.
- Predikstol i empirestil uppförd 1836.
- Tornur tillverkat 1876 av urfabriken Pellas Erik Persson och söner i Motala Nr 28. Det är numera ersatt av Clock o Matic elur.

### Orgel
- 1792 byggde Jonas Ekengren, Stockholm en mekanisk orgel med 11 stämmor. 1929 flyttades orgeln till vapenhuset och fick en ny fasad. Orgeln är fortfarande i bruk.

| Manual             | Pedal   |
| Diapason 8'        | Bihängd |
| Gedact 8'          |         |
| Principal 4'       |         |
| Prestant 4' B      |         |
| Spetsfleut 4'      |         |
| Täct Fleut 4'      |         |
| Quinta 3'          |         |
| Octava 2'          |         |
| Rauschquint 2 chor |         |
| Mixtur 2 chor      |         |
| Trumpet 8' B/D     |         |
| Vox virginea       |         |

- 1918 byggde Th Frobenius & Co, Lyngby, Danmark en orgel med 25 stämmor.
- Den nuvarande orgeln byggdes 1972 av A. Mårtenssons Orgelfabrik AB, Lund och är en orgel med mekanisk traktur och elektrisk registratur. Orgeln har en fri kombination och en fast kombination. Fasaden är från 1792 års orgel och var ursprungligen placerad direkt på läktarbarriären.

| Huvudverk I       | Svällverk II           | Pedal              | Koppel |
| Gedacktpommer 16´ | Italiensk Principal 8' | Subbas 16´         | I/P    |
| Principal 8´      | Rörflöjt 8'            | Oktavbas 8'        | II/P   |
| Gedackt 8'        | Salicional 8'          | Borduna 8'         | II/I   |
| Oktava 4'         | Voix Céleste 8'        | Nachthorn 4'       |        |
| Spetsflöjt 4'     | Oktava 4'              | Rauschkvint 3 chor |        |
| Oktava 2'         | Traversflöjt 4'        | Fagott 16'         |        |
| Kornett 3 chor    | Nasat 2 2/3'           |                    |        |
| Mixtur 4-5 chor   | Blockflöjt 2'          |                    |        |
| Trumpet 8'        | Ters 1 3/5'            |                    |        |
|                   | Cimbel 3 chor          |                    |        |
|                   | Oboe 8'                |                    |        |
|                   | Tremulant              |                    |        |
|                   | Crescendosvällare      |                    |        |

#### Kororgel
Den nuvarande kororgeln byggdes 1938 av Th Frobenius & Co, Lyngby, Danmark och är en pneumatisk orgel.
| Manual       | Pedal   | Koppel     |
| Gedacht 8'   | Bihängd | Man/Ped    |
| Principal 4' |         | Man 4'/Man |

## Bildgalleri

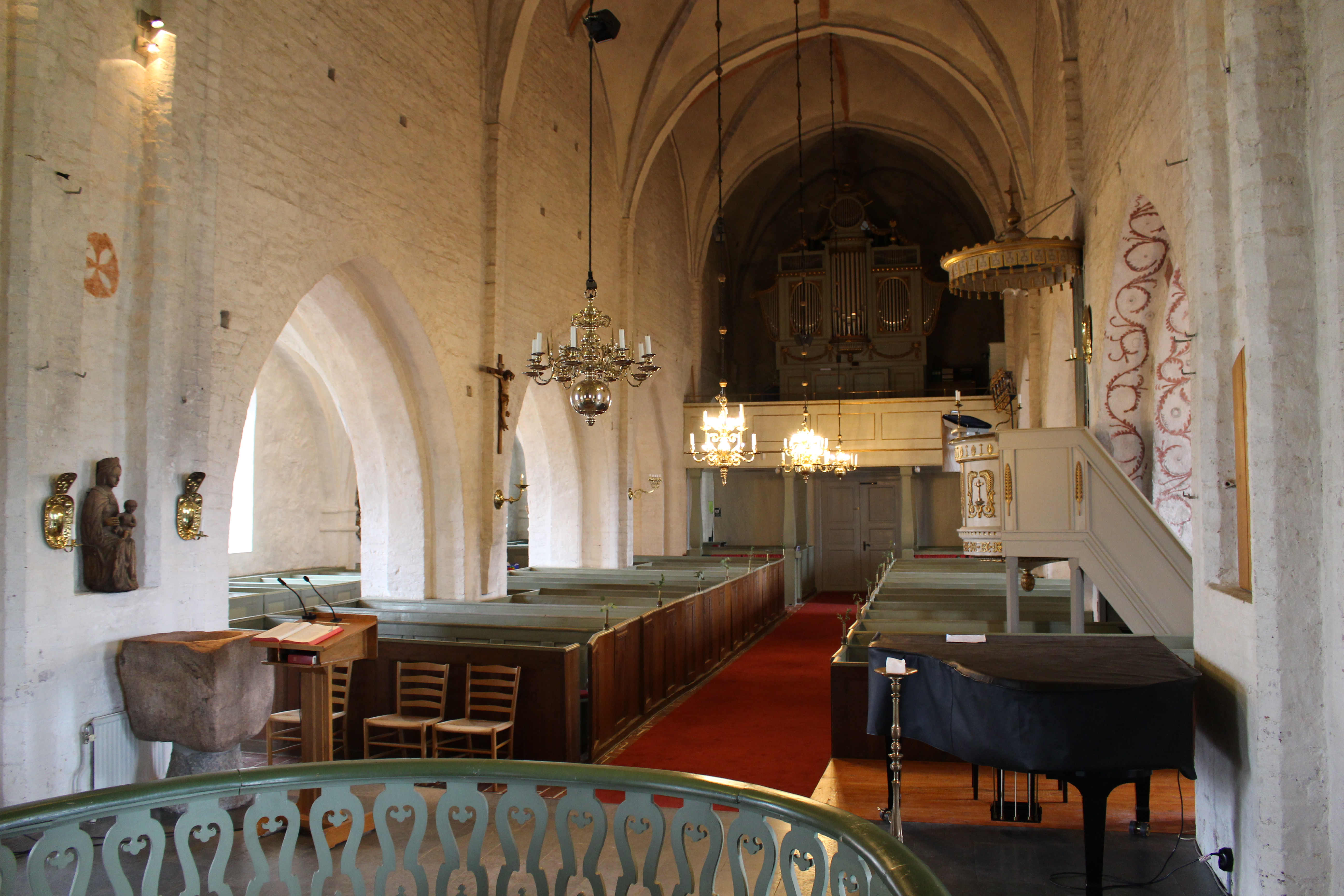
Kyrkorum mot väster
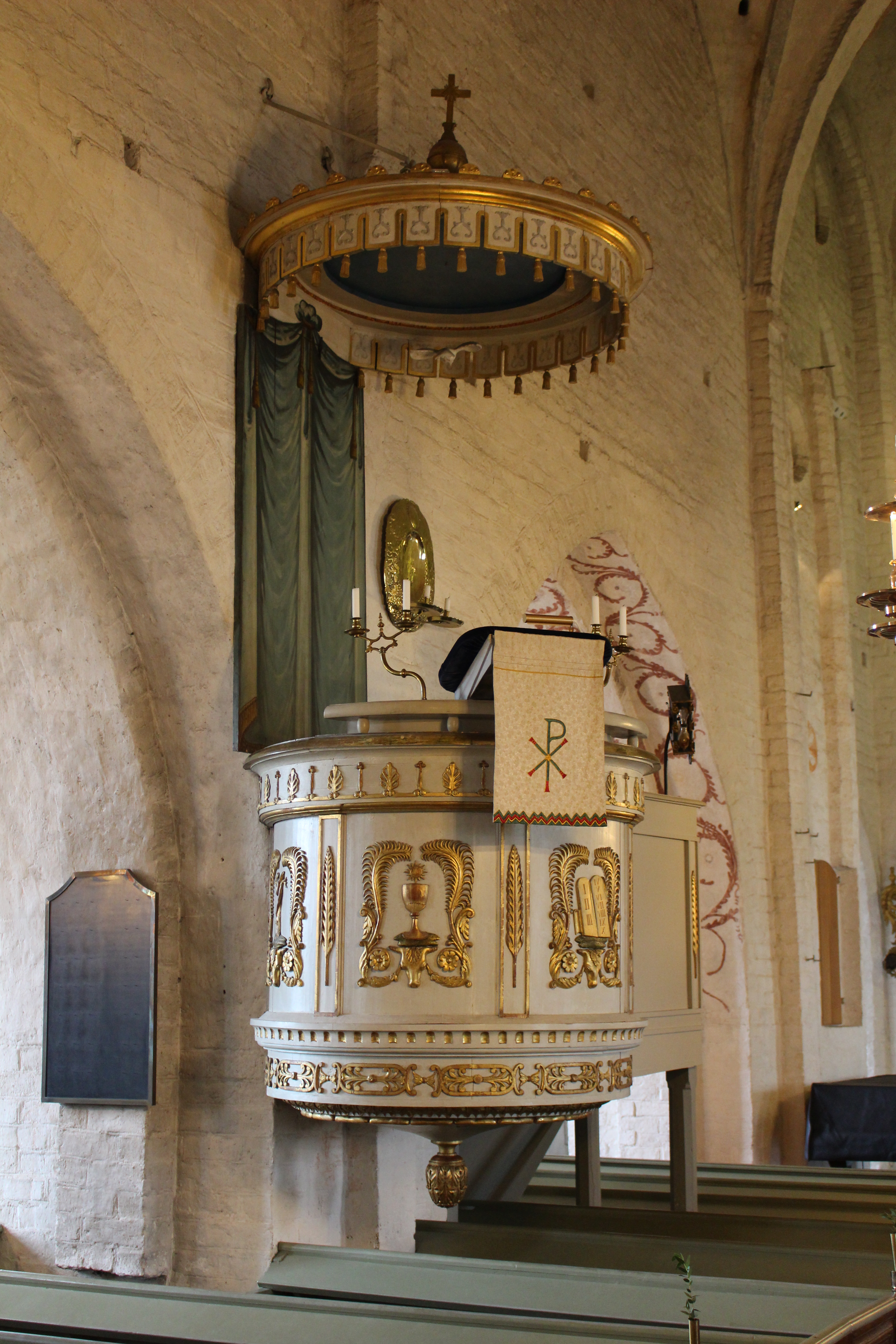
Predikstol
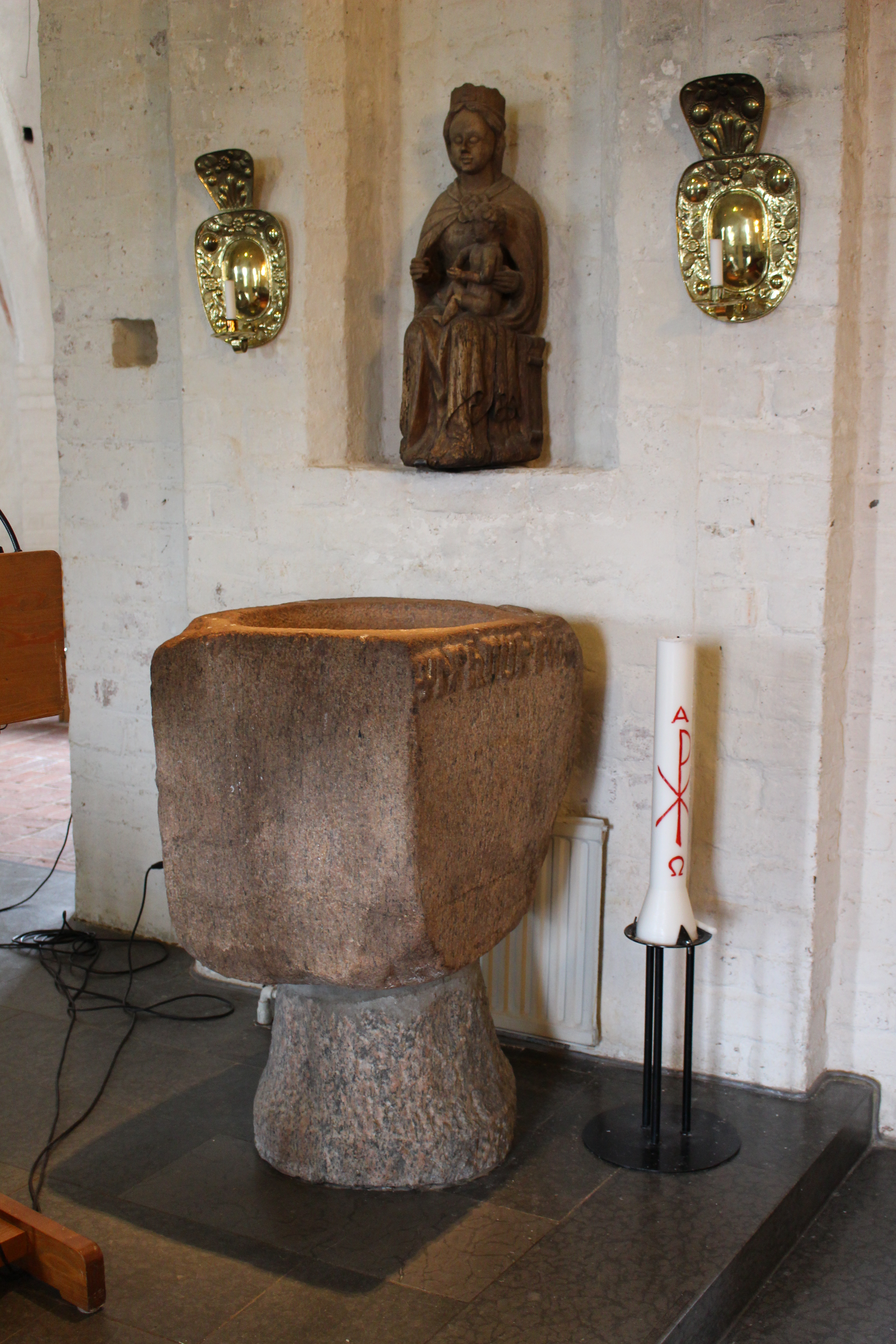
Dopfunt och Mariaskulptur
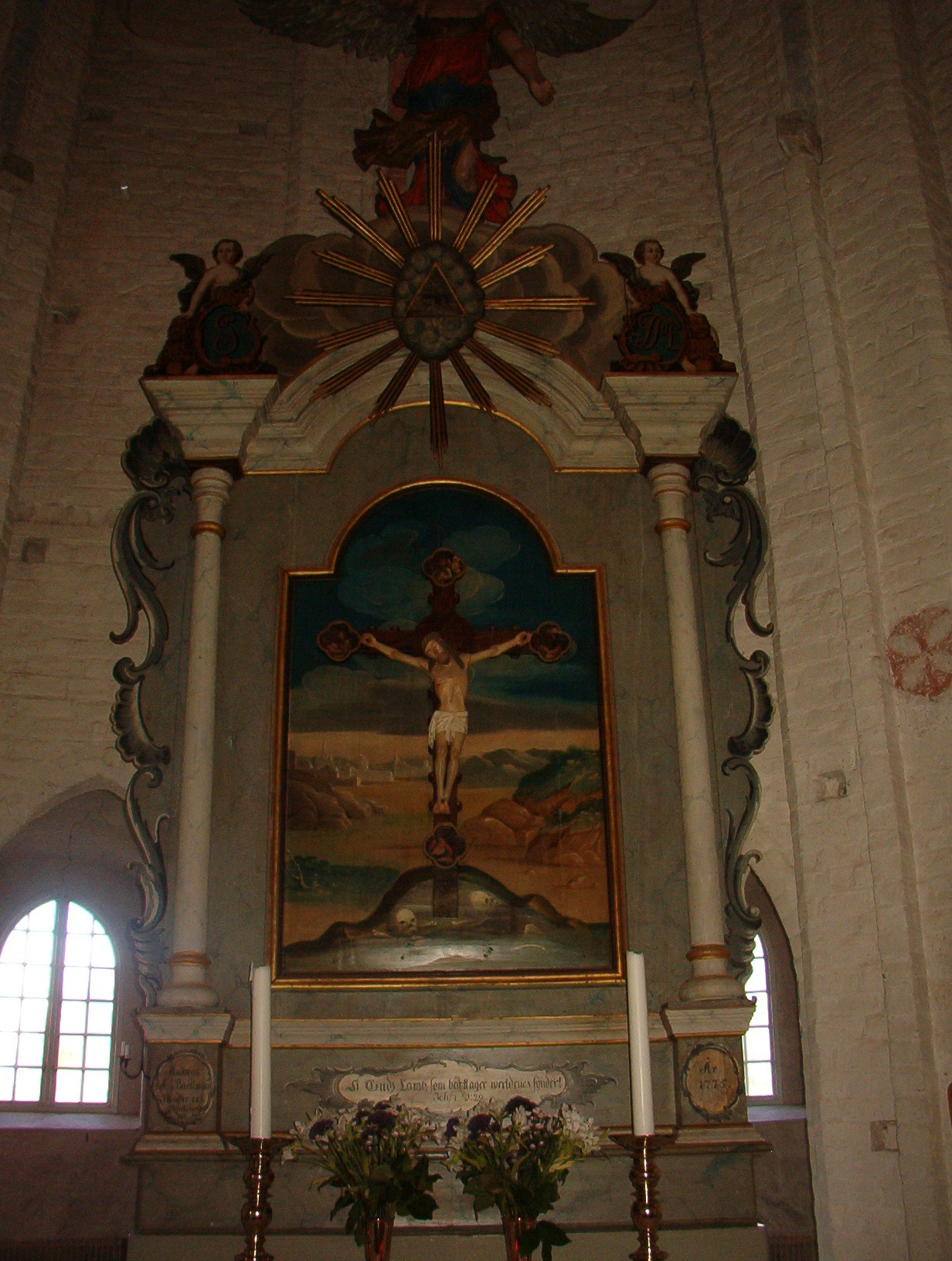
Altaret
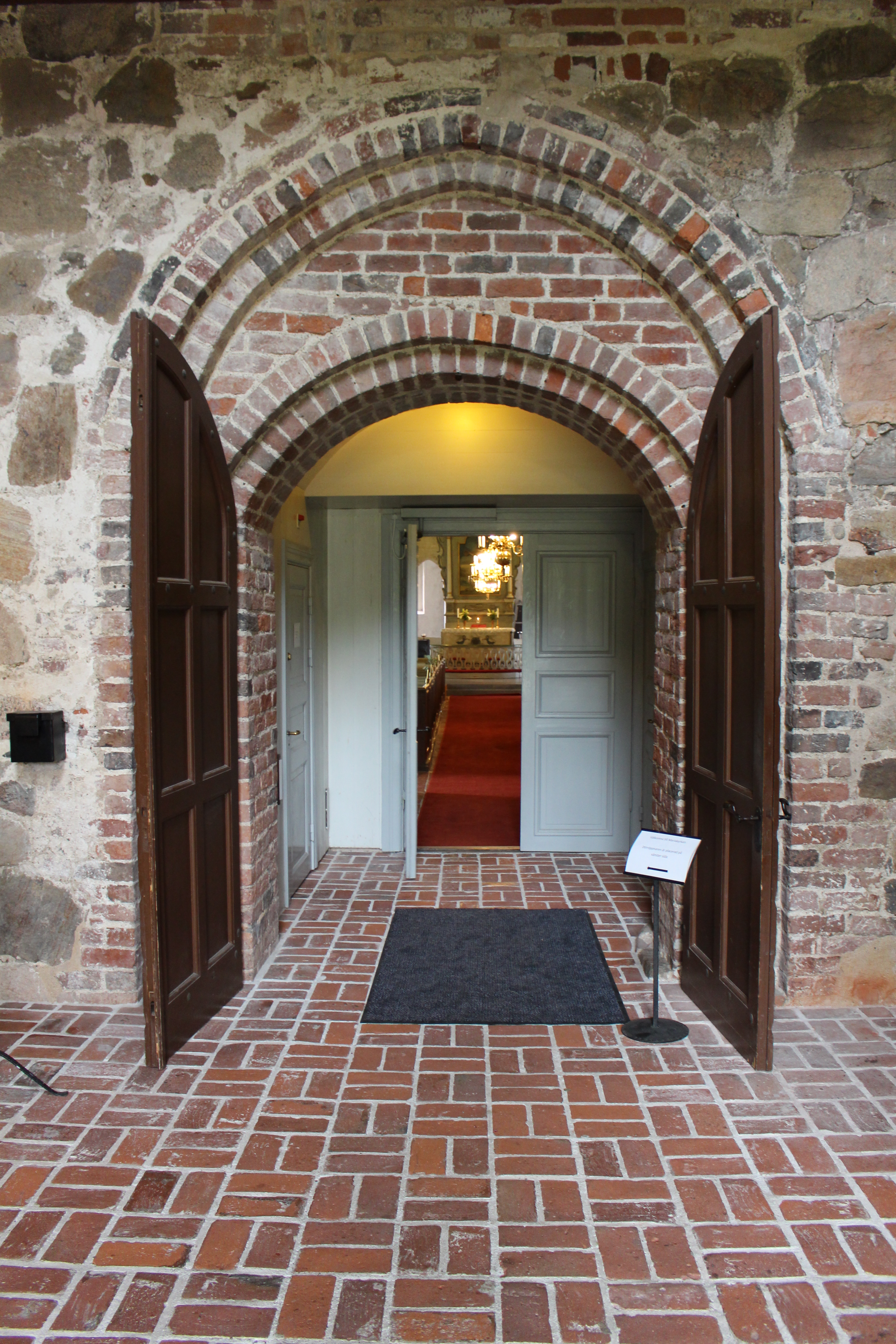
Entré till kyrkorummet
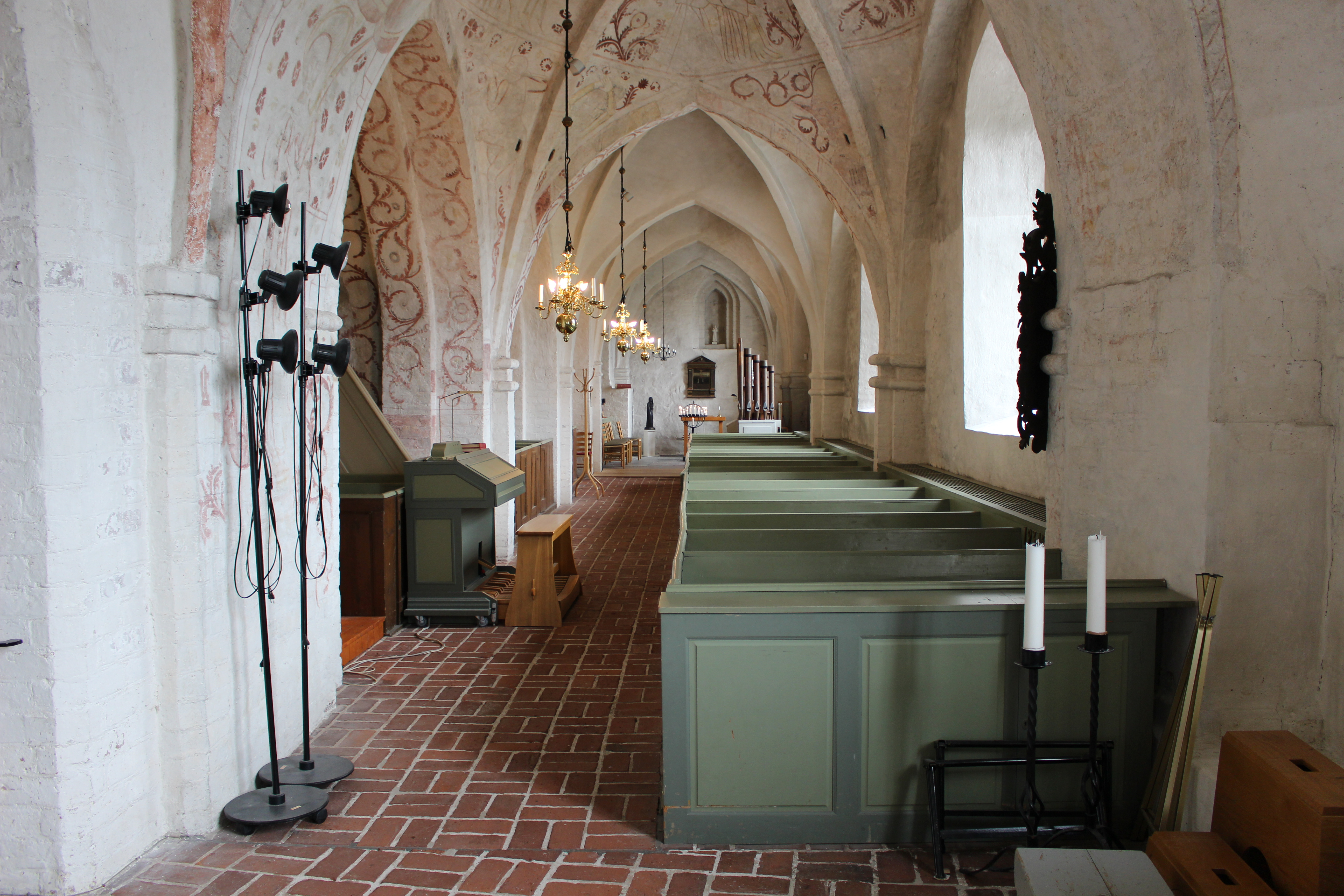
Norra sidoskeppet från öster
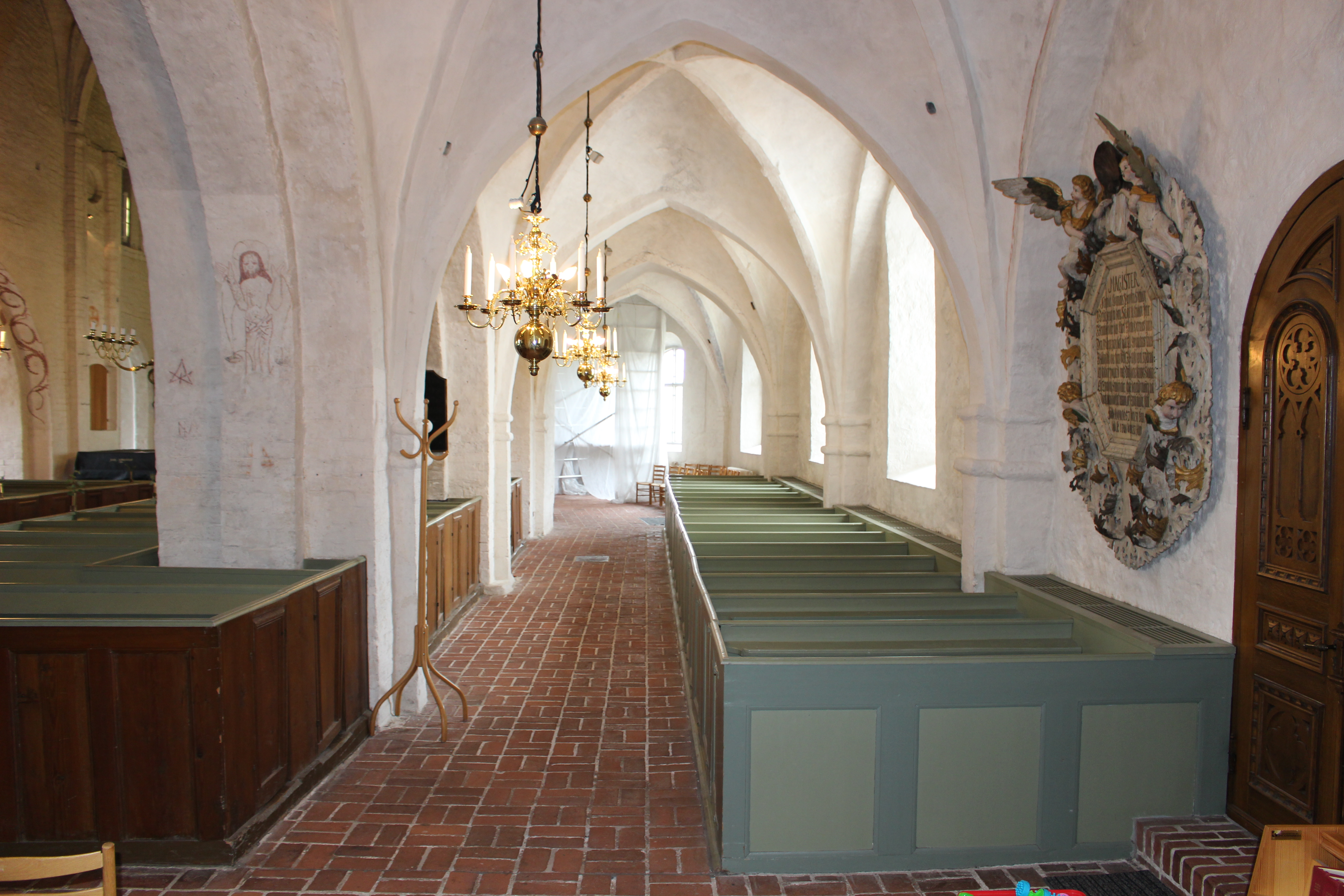
Södra sidoskeppet från väster